# Zandbos

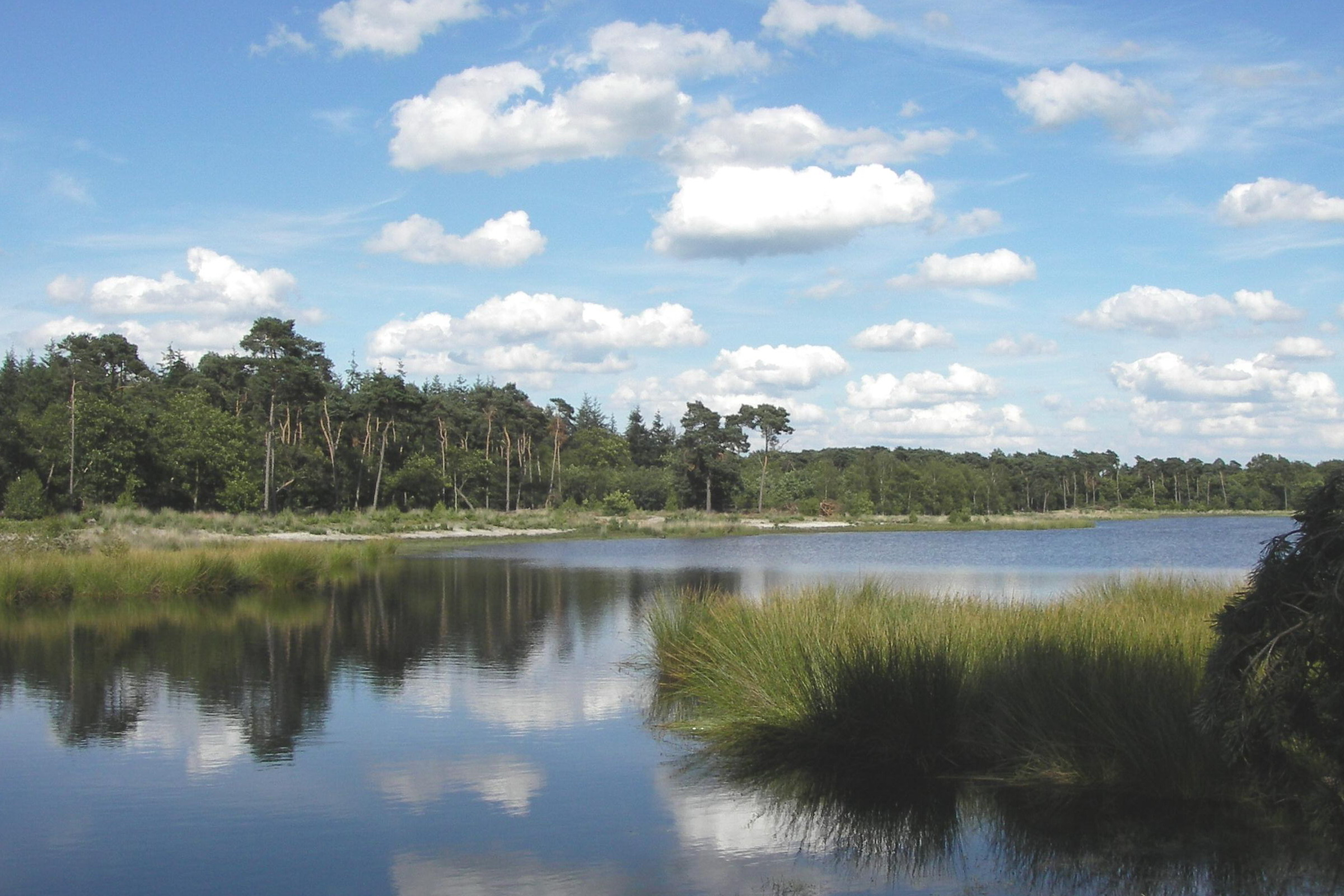
Buntven

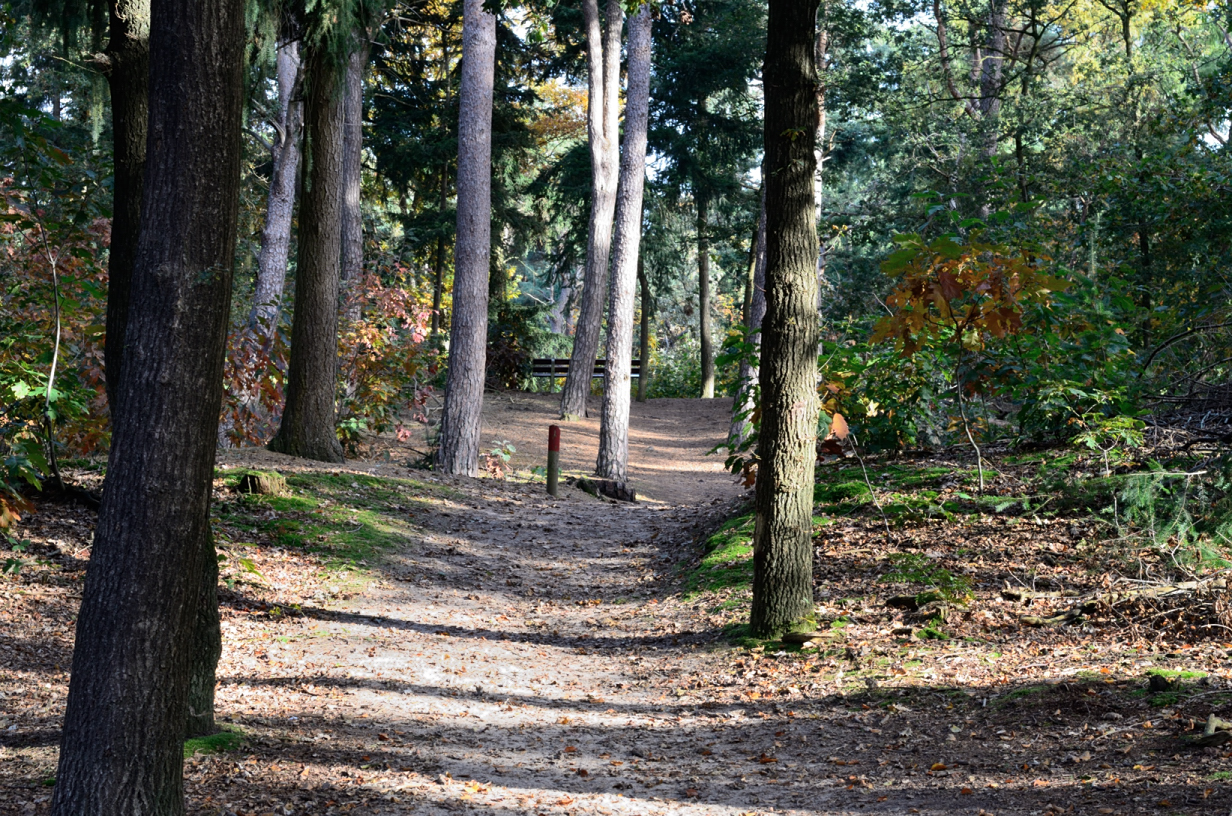
Zandbos in de herfst

Het Zandbos, voorheen Zandbosch genoemd, is een bos in de Nederlandse gemeente Deurne

## Landschapsontwikkeling
Op de plaats van het Zandbos lag tot in de tweede helft van de 19e eeuw de Bruggense heide, plaatselijk gekenmerkt door stuifzanden. In de late 19e eeuw werd het heide- en stuifzandgebied beplant met zowel grove den ten behoeve van de mijnbouw als Amerikaanse eik. Een natuurlijk ven, het Bultven (na de ontginning als Buntven aangeduid), bleef gespaard bij de ontginning. 
Het bos bevindt zich tussen Brouwhuis en Deurne. Ten noorden van het bos stroomt De Vlier, en in het zuiden wordt het begrensd door de Brouwhuissche Heide.

## Natuurwaarden
In de late 20e eeuw werd gestart met de omvorming van het productiebos naar een natuurlijker bos met hogere natuurwaarden. Daartoe kreeg 205 hectare de bestemming van natuurgebied.
Het bos is rijk aan korstmossen. 
Het Buntven is een tamelijk groot en diep van met ca 7 ha wateroppervlak. In de oeverzones - die kwetsbaar zijn voor betreding - groeien o.a. veenpluis, witte snavelbies, moeraswolfsklauw en  kleine zonnedauw. Enkele jaren geleden heeft de gemeente Deurne de oevers laten vrijmaken van bosopslag en het gebied omheind met het oog op een betere ontwikkeling van de oeverflora.